# Acetamidoessigsäure
Acetamidoessigsäure ist eine chemische Verbindung und ein Derivat der Aminosäure Glycin. Die englische Bezeichnung aceturic acid (Acetursäure) findet sich auch in der deutschen Literatur des 19. Jhdts., ist aber heute eher ungebräuchlich. Allerdings werden die Salze der Acetoamidoessigsäure auch als Aceturate bezeichnet. Die Struktur der Verbindung ist durch die systematische Bezeichnung N-Acetylglycin leichter verständlich.

## Gewinnung und Darstellung
1884 synthetisierte Theodor Curtius Acetamidoessigsäure durch die Reaktion von Glycin mit Acetanhydrid in Benzol. Die Reaktion kann nach Radenhausen auch lösungsmittelfrei durchgeführt werden. Die Reaktionsenthalpie kann dann allerdings schlechter abgeführt werden. Wie Dakin 1929 beschrieb kann statt Benzol als Lösungsmittel auch Essigsäure verwendet werden. Das Produkt kristallisiert aus der Reaktionslösung bei Kühlen aus. Nach dem Filtern und Waschen mit Wasser und Diethylether wird ein ausreichend reines Produkt erhalten.

## Eigenschaften

### Chemische Eigenschaften
Acetamidoessigsäure hat die Eigenschaft, mit Aldehyden in einer Lösung aus wasserfreiem Natriumacetat in Essigsäure Oxazolidinon-Ringe zu bilden, welche oft eine gelbe Farbe haben. Dabei handelt es sich um eine Cyclokondensation (Wasser wird frei):